# Liste der Biografien/Zw
Liste der Biografien |
Portal Biografien |
Personensuche
# |
A |
B |
C |
D |
E |
F |
G |
H |
I |
J |
K |
L |
M |
N |
O |
P |
Q |
R |
S |
T |
U |
V |
W |
X |
Y |
Z |
?
 
Za |
Zb |
Zc |
Zd |
Ze |
Zf |
Zg |
Zh |
Zi |
Zj |
Zk |
Zl |
Zm |
Zn |
Zo |
Zr |
Zs |
Zu |
Zv |
Zw |
Zy |
Zz
Die Liste der Biografien führt alle Personen auf, die in der deutschsprachigen Wikipedia einen Artikel haben. Dieses ist eine Teilliste mit 480 Einträgen von Personen, deren Namen mit den Buchstaben „Zw“ beginnt.

## Zw

### Zwa
- Zwaag, Lilja van der (* 1995), deutsche Schauspielerin
- Zwaan, Jeffrey de (* 1996), niederländischer Dartspieler
- Zwaan, Jo (1922–2012), niederländischer Sprinter
- Zwaan, Martina de (* 1961), deutsche Wissenschaftlerin, Fachärztin für Psychologie und Psychotherapie
- Zwaard, Tilly van der (1938–2019), niederländische Sprinterin und Mittelstreckenläuferin
- Zwaardecroon, Hendrick (1667–1728), Generalgouverneur von Niederländisch-Ostindien (1718–1725)
- Zwaardemaker, Hendrik (1857–1930), niederländischer Physiologe
- Zwach, John M. (1907–1990), US-amerikanischer Politiker
- Zwach, Sabrina (* 1969), deutsche Theaterschaffende und Kuratorin
- Zwack, Karl (1906–1983), österreichischer Eiskunstläufer
- Zwackh, Franz Xaver von (1756–1843), bayerischer StaatsratFranz Xaver von Zwackh (1756–1843)

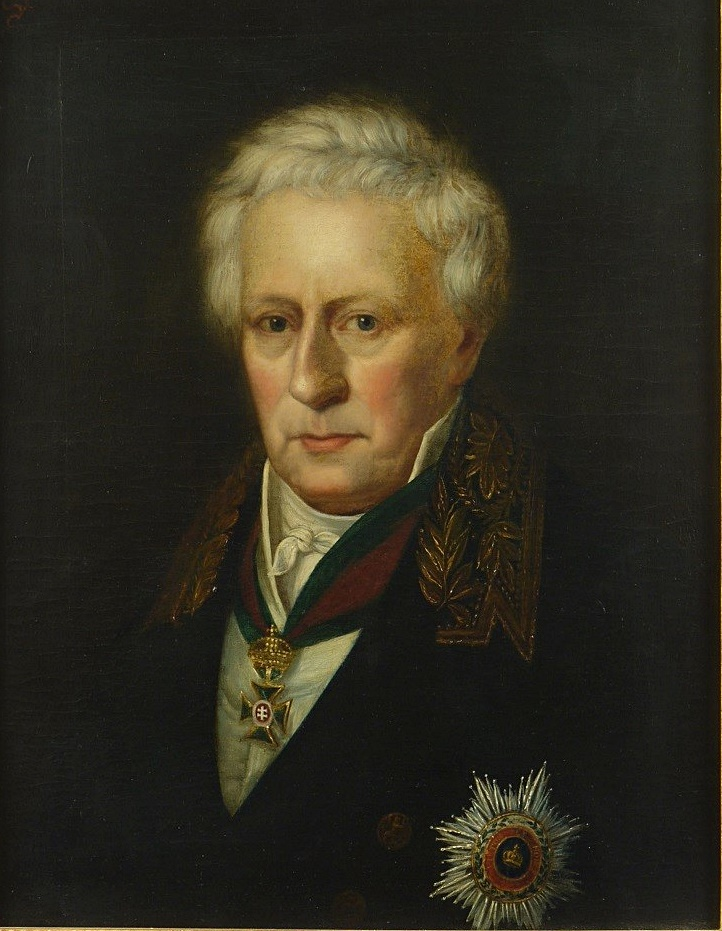
Franz Xaver von Zwackh (1756–1843)

- Zwackh, Philipp von (1766–1839), bayerischer Geheimrat und Direktor des Oberappellationsgerichts
- Zwagerman, Joost (1963–2015), niederländischer Schriftsteller, Essayist und Publizist
- Zwahlen, Jean-Claude (1943–2006), Schweizer Politiker
- Zwahlen, Louis (1857–1919), Schweizer Ingenieur, Unternehmer und Politiker
- Zwahlen, Louis (1903–1987), französischer Radrennfahrer
- Zwahlen, Roland (* 1977), Schweizer Biathlet
- Zwahr, Annette (* 1942), deutsche Enzyklopädistin
- Zwahr, Hartmut (* 1936), deutscher Historiker
- Zwahr, Herbert (* 1922), deutscher Fußballspieler (DDR)
- Zwahr, Johann Georg (1785–1844), niedersorbischer Pfarrer und Verfasser des ersten niedersorbisch-deutschen Wörterbuchs
- Zwahr, Johann Karl Friedrich (1818–1884), niedersorbischer evangelischer Pfarrer, Publizist und Dichter von Kirchenliedern
- Zwaig, Arne (1947–2022), norwegischer Schachspieler
- Zwaiter, Abdel Wael (1934–1972), palästinensischer Übersetzer und Anschlagsopfer
- Zwamborn, Kees (* 1952), niederländischer Fußballspieler und -trainer
- Zwan, Frank van der (* 1988), niederländischer Fußballspieler
- Zwan, Niels van der (* 1967), niederländischer Ruderer
- Zwanck, Henry (1905–1987), deutscher Wohnungsbau-Manager; Vorstand der SAGA
- Zwane, Aloysius Isaac Mandlenkhosi (1932–1980), swasiländischer römisch-katholischer Geistlicher und Bischof von Manzini
- Zwane, Ambrose (1922–1998), swasiländischer Politiker
- Zwane, Arthur (* 1973), südafrikanischer Fußballspieler
- Zwane, Mosebenzi, südafrikanischer Politiker
- Zwanenburg, Marten (* 1972), niederländischer Jurist
- Zwanenburg, Wiecher (1933–2024), niederländischer Romanist und Sprachwissenschaftler
- Zwang (* 1981), deutscher Rapper
- Zwanger, Helmut (* 1942), evangelischer Pfarrer und Schriftsteller
- Zwangobani, Sara, australische Schauspielerin
- Zwanowetz, Georg (1919–2002), österreichischer Historiker
- Zwanzger, Johann (1864–1939), österreichischer Politiker (SPÖ), Abgeordneter zum Nationalrat
- Zwanzger, Johannes (1905–1999), deutscher evangelischer Theologe, Gegner des NS-Regimes
- Zwanzger, Michael (* 1977), deutscher Rechtswissenschaftler
- Zwanzger, Peter (* 1968), deutscher Psychiater, Professor und Ärztlicher Direktor
- Zwanzig, Günter W. (1932–2021), deutscher Kommunalpolitiker (SPD) und Heimatforscher
- Zwanzig, Hermann (1837–1894), deutscher Schachfunktionär
- Zwanzig, Robert (1928–2014), US-amerikanischer Physiker und Chemiker
- Zwanziger, Anna Margaretha (1760–1811), deutsche Serienmörderin
- Zwanziger, Bertram (* 1956), deutscher Jurist und Richter am Bundesarbeitsgericht
- Zwanziger, Christian (* 1987), deutscher Geograf und Politiker (Bündnis 90/Die Grünen), MdL
- Zwanziger, Daniel (* 1935), US-amerikanischer Physiker
- Zwanziger, Friedrich Adolf von (1745–1800), Diplomat und Politiker
- Zwanziger, Heinrich Adolph von (1776–1835), bayerischer Offizier und Regimentskommandeur
- Zwanziger, Heinz (* 1947), deutscher Chemiker und Professor für Analytische Chemie
- Zwanziger, Jelisaweta Fjodorowna (1846–1921), deutsch-russische Sopranistin und Gesangspädagogin
- Zwanziger, Nadja (* 1977), deutsche Schauspielerin und Sprecherin
- Zwanziger, Peter (* 1977), österreichischer Politiker (FPÖ, BZÖ, FPK), Mitglied des Bundesrates
- Zwanziger, Theo (* 1945), deutscher Jurist, Politiker (CDU), MdL, Sportfunktionär und Präsident des Deutschen Fußball-BundesTheo Zwanziger (* 1945)

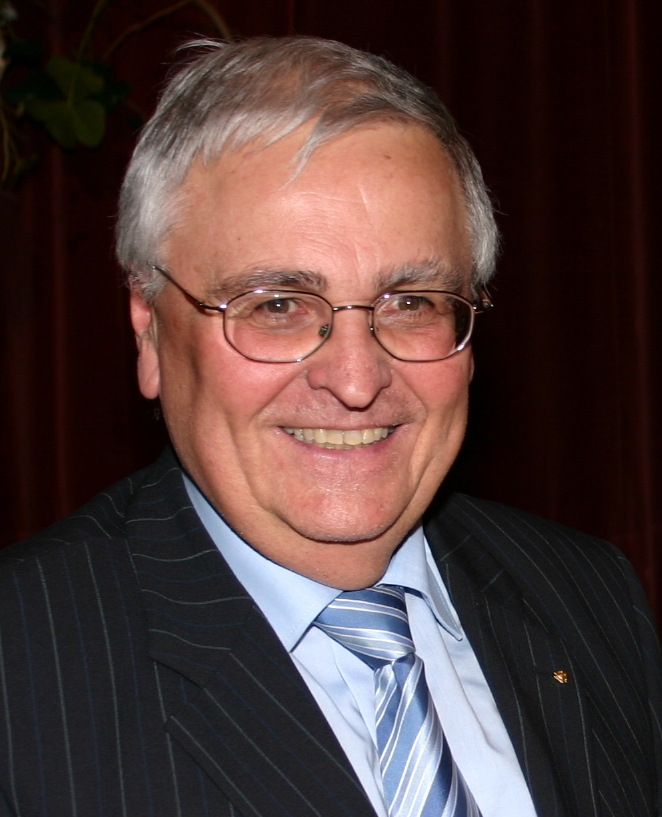
Theo Zwanziger (* 1945)

- Zwar, Fürchtegott Erhard (1898–1977), sächsischer Maler
- Zwarg, Itiberê (* 1950), brasilianischer Jazzmusiker (Kontrabass, Komposition)
- Zwarg, Matthias (* 1958), deutscher Journalist und Verleger
- Zwarg, Oliver (* 1971), deutscher Konzert- und Opernsänger (Bassbariton) und Gesangspädagoge
- Zwart, Adrianus (1903–1981), niederländischer Maler
- Zwart, Harald (* 1965), norwegischer Regisseur und ProduzentHarald Zwart (* 1965)

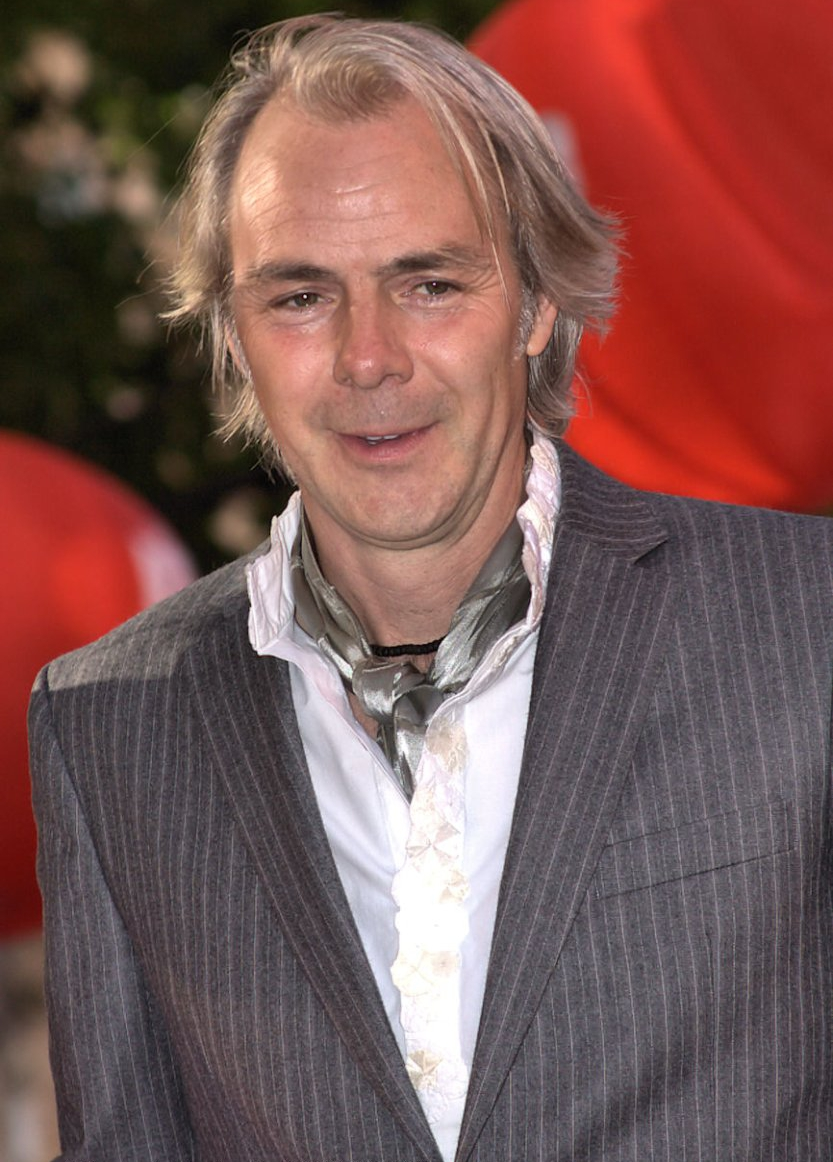
Harald Zwart (* 1965)

- Zwart, Henk (1924–2012), niederländischer Geologe und Petrograph
- Zwart, Jan (1877–1937), niederländischer Organist und Komponist
- Zwart, Klaas (* 1951), niederländischer Unternehmer und Rennfahrer
- Zwart, Laura de (* 1999), niederländische Volleyballspielerin
- Zwart, Martijn de (* 1990), niederländischer Fußballtorhüter
- Zwart, Piet (1885–1977), niederländischer Typograf, Fotograf, Gestalter, Innenarchitekt und Lehrer
- Zwart, Willem de (1862–1931), niederländischer Maler, Radierer, Aquarellist und Zeichner
- Zwart, Willem Hendrik (1925–1997), niederländischer Organist und Komponist
- Zwartbol, Linda (* 1993), belgische Politikerin
- Zwarte, Piet de (* 1948), niederländischer Wasserballspieler
- Zwarte-Walvisch, Klaartje de (1911–1943), niederländisches Holocaustopfer und Tagebuchschreiberin
- Zwartendijk, Jan (1896–1976), niederländischer Diplomat und Geschäftsmann
- Zwartepoorte, Adrie (1917–1991), niederländischer Radrennfahrer
- Zwartjes, Rob (1932–2021), niederländischer Karate-Trainer
- Zwartkruis, Jan (1926–2013), niederländischer Fußballtrainer
- Zwartkruis, Theodorus (1909–1983), niederländischer römisch-katholischer Geistlicher und Bischof von Haarlem
- Zwarts, Joël (* 1999), niederländischer Fußballspieler
- Zwartyes, Olivier (* 1987), deutscher Fernsehmoderator, Kommentator und Sportjournalist
- Zwass, Adam (1913–2001), polnischer Ökonom, COMECON-Experte
- Zwass, Vladimir (* 1946), US-amerikanischer Wirtschaftsinformatiker
- Zwayer, Felix (* 1981), deutscher FußballschiedsrichterFelix Zwayer (* 1981)

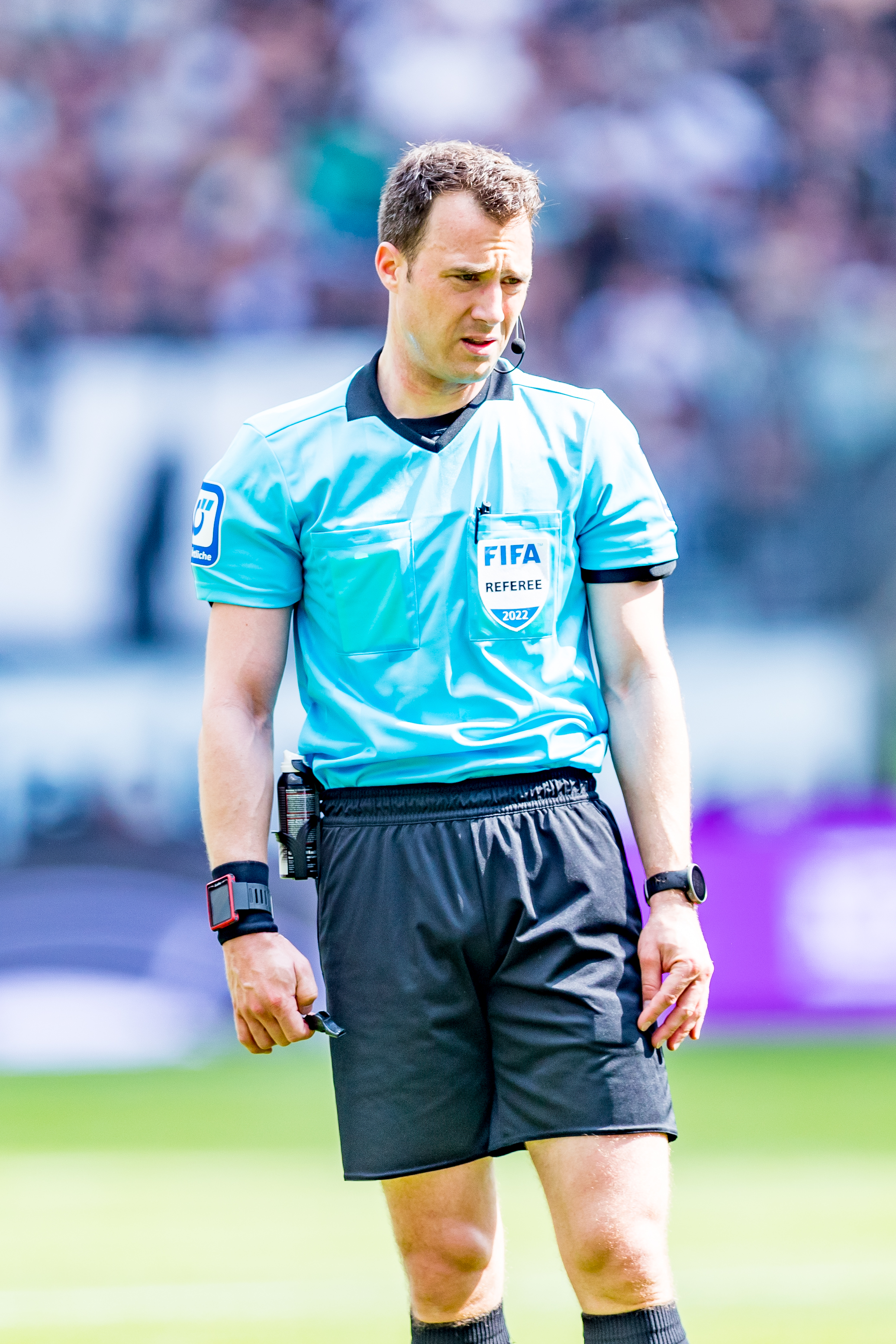
Felix Zwayer (* 1981)

- Zwazl, Sonja (* 1946), österreichische Politikerin (ÖVP), Mitglied des Bundesrates

### Zwe
- Zwe Thet Paing (* 1998), myanmarischer Fußballspieler
- Zweck, Albert (1857–1934), deutscher Gymnasiallehrer
- Zweck, Carl William (1878–1951), deutscher Architekt in Leipzig
- Zweckbronner, Gerhard (* 1947), deutscher Technikhistoriker
- Zwecker, Hermann (1905–1987), deutscher Arzt und Standesfunktionär
- Zwecker, Jochen (1936–2022), deutscher Politiker (SPD), MdL
- Zwecker, Johann Baptist (1814–1876), deutscher Maler, Zeichner, und Grafiker
- Zwecker, Loel (* 1968), deutscher Kunsthistoriker, Lektor, Autor und Übersetzer
- Zweden, Jaap van (* 1960), niederländischer Dirigent und ViolinistJaap van Zweden (* 1960)

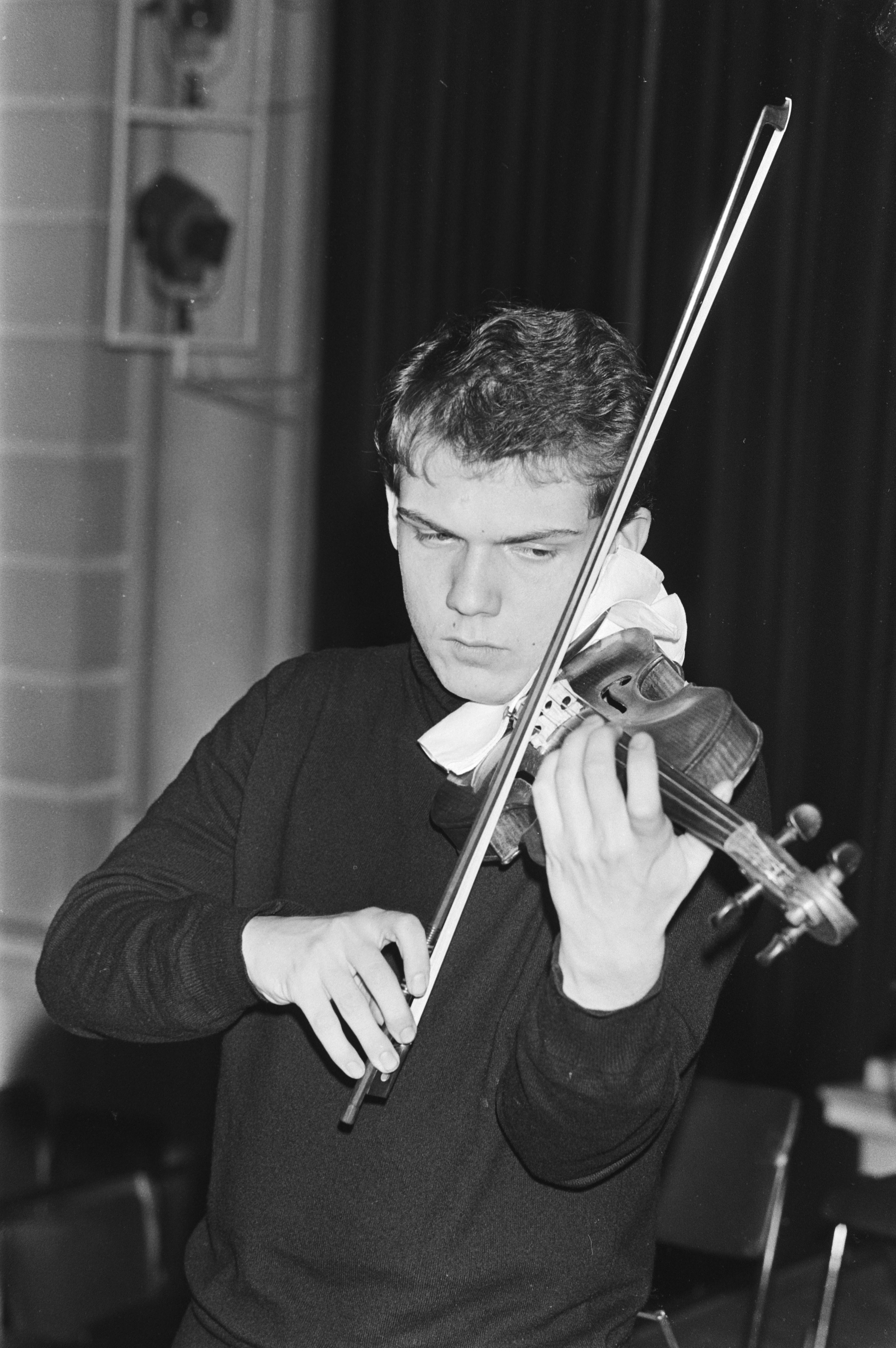
Jaap van Zweden (* 1960)

- Zweder van Culemborg († 1433), Bischof von Utrecht
- Zwedorn, Christian (* 1965), österreichischer Motorradrennfahrer, HONDA-CUP Sieger und dreifacher österreichischer Motorrad-Staatsmeister
- Zweers, Bernard (1854–1924), niederländischer Komponist, Musikpädagoge und Dirigent
- Zweerts, Frank (* 1943), niederländischer Hockeyspieler
- Zweerts, Guillaume François (1876–1955), niederländischer Fußballspieler
- Zweerts, Jeroen (* 1945), niederländischer Hockeyspieler
- Zwegat, Peter (1950–2024), deutscher Schuldnerberater, Diplom-Sozialpädagoge (FH) sowie TV-Darsteller
- Zwegers, Sander (* 1975), niederländischer Mathematiker
- Zwehl, Hans Fritz von (1883–1966), deutscher Jurist und Dramatiker
- Zwehl, Hans von (1851–1926), preußischer General der Infanterie im Ersten Weltkrieg
- Zwehl, Julia (* 1976), deutsche Hockeyspielerin
- Zwehl, Theodor von (1800–1875), deutscher Politiker (Partei?), bayrischer Staatsminister des Inneren (1849–1864)
- Zweiba, Achrik Sokratowitsch (* 1966), sowjetisch-russisch-ukrainischer Fußballspieler
- Zweibel, Ellen Gould (* 1952), US-amerikanische Physikerin
- Zweier, Christiane (* 1978), deutsche Humangenetikerin
- Zweifel, Albert (* 1949), Schweizer RadrennfahrerAlbert Zweifel (* 1949)

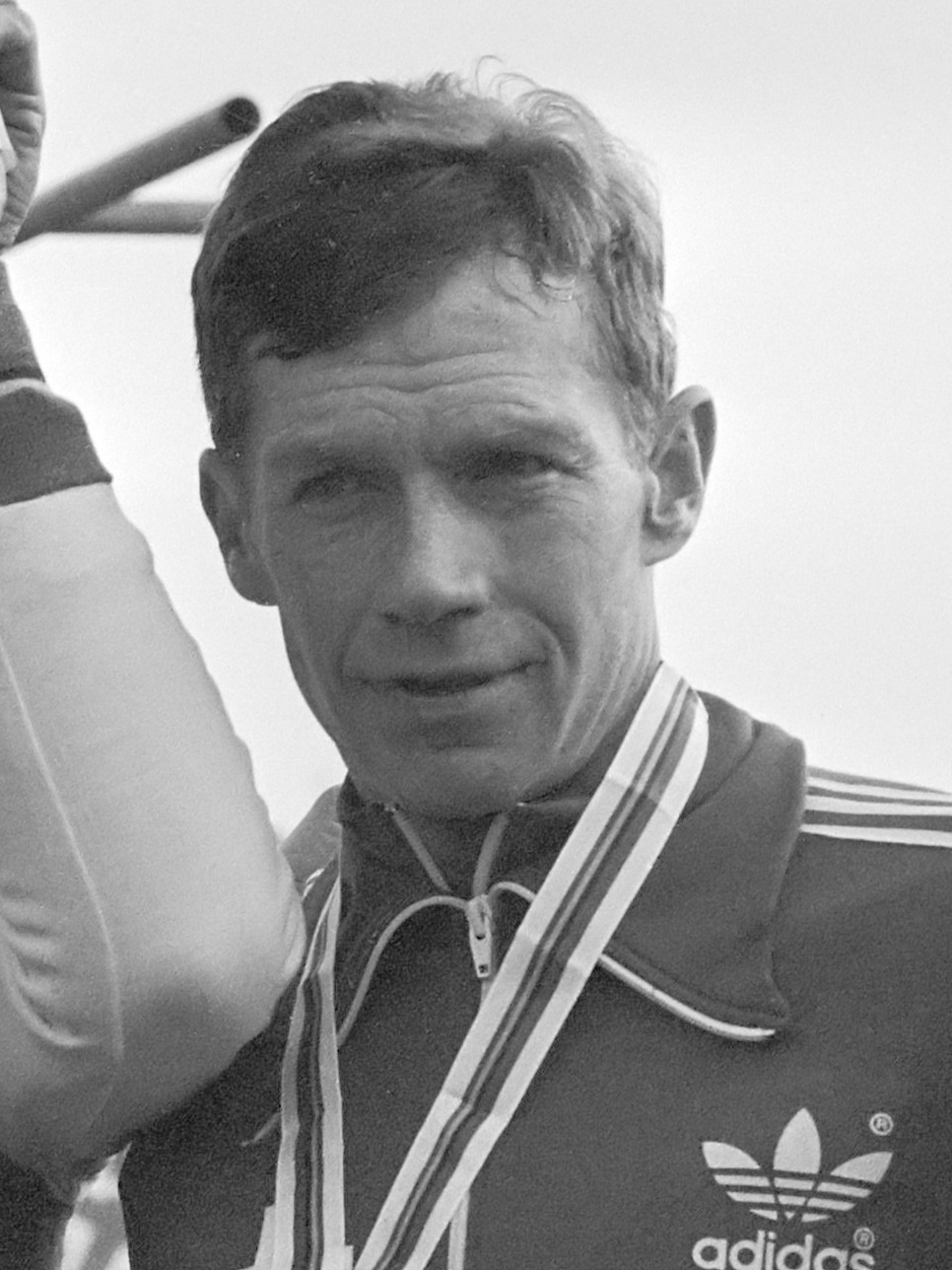
Albert Zweifel (* 1949)

- Zweifel, Alfred († 1920), Schweizer Unternehmer und Konsul
- Zweifel, Carl (1884–1963), Schweizer Architekt und Spielzeughersteller
- Zweifel, David E. (1934–2022), US-amerikanischer Diplomat
- Zweifel, Edwin (1897–1964), Schweizer Politiker (FDP)
- Zweifel, George (1926–2024), Schweizer Chemiker und Professor für Organische Chemie
- Zweifel, Heinrich (1904–1987), Schweizer Unternehmer und Politiker
- Zweifel, Jakob (1921–2010), Schweizer Architekt
- Zweifel, Josua (1854–1895), Schweizer Händler und Afrikaforscher
- Zweifel, Otto (1910–1977), Schweizer Künstler
- Zweifel, Otto (1911–2004), Schweizer Maschinenbauingenieur und Hochschullehrer
- Zweifel, Paul (1848–1927), Schweizer Gynäkologe
- Zweifel, Paul (1872–1923), Schweizer Unternehmer und Politiker
- Zweifel, Raphael (* 1970), Schweizer Cellist
- Zweifel, Regula, Schweizer Kulturhistorikerin
- Zweifel, Richard G. (1926–2019), US-amerikanischer Herpetologe
- Zweifel, Stefan (* 1967), Schweizer Übersetzer und Journalist
- Zweifel, Thomas († 1540), Rats- und Stadtschreiber der Reichsstadt Rothenburg
- Zweifel, Thomas D. (* 1962), schweizerisch-US-amerikanischer Unternehmensberater, Autor und Hochschullehrer
- Zweiffel, Johann Christian von (1745–1817), preußischer Generalmajor und Chef des Infanterieregiments Nr. 45
- Zweiffel, Karl Hermann (* 1800), Präsident des Landgerichts Saarbrücken
- Zweig, Adam (1924–2021), Schweizer Psychiater und Psychotherapeut
- Zweig, Alexander (1881–1934), deutscher Arzt, Homöopath und medizinischer Schriftsteller
- Zweig, Arnold (1887–1968), deutscher Schriftsteller und Politiker, MdVArnold Zweig (1887–1968)

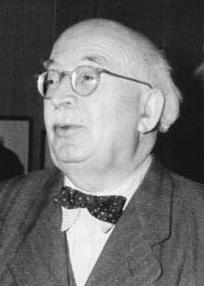
Arnold Zweig (1887–1968)

- Zweig, Arnulf (1930–2016), deutsch-amerikanischer Philosoph und Hochschullehrer
- Zweig, Barbara (1866–1929), österreichische Dramatikerin
- Zweig, Barry (1942–2020), US-amerikanischer Jazz- und Studiomusiker (Gitarre)
- Zweig, Beatrice (1892–1971), deutsche Malerin
- Zweig, Ben (* 1992), US-amerikanischer Jazzmusiker (Schlagzeug)
- Zweig, Egon Michael (1877–1949), tschechisch-israelischer Jurist und Zionist
- Zweig, Ferdynand (1896–1988), polnischer Ökonom und Soziologe
- Zweig, Friderike Maria (1882–1971), österreichische Schriftstellerin
- Zweig, Fritz (1893–1984), deutschamerikanischer Dirigent, Pianist und Komponist
- Zweig, George (* 1937), US-amerikanischer Physiker und Neurobiologe
- Zweig, Jason, US-amerikanischer Finanz- und Wirtschaftsjournalist
- Zweig, Katharina (* 1976), deutsche Informatikerin und Hochschullehrerin
- Zweig, Konrad (1904–1980), österreichisch-britischer Wirtschaftswissenschaftler
- Zweig, Marie (1893–1972), deutsche Pianistin
- Zweig, Max (1892–1992), österreich-israelischer Dramatiker
- Zweig, Otto (1874–1942), Komponist
- Zweig, Stefan (1881–1942), britisch-österreichischer SchriftstellerStefan Zweig (1881–1942)

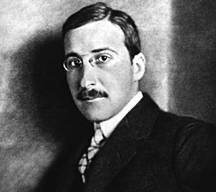
Stefan Zweig (1881–1942)

- Zweig, Stefan Jerzy (1941–2024), polnischer Autor und Kameramann
- Zweig, Stefanie (1932–2014), deutsche SchriftstellerinStefanie Zweig (1932–2014)

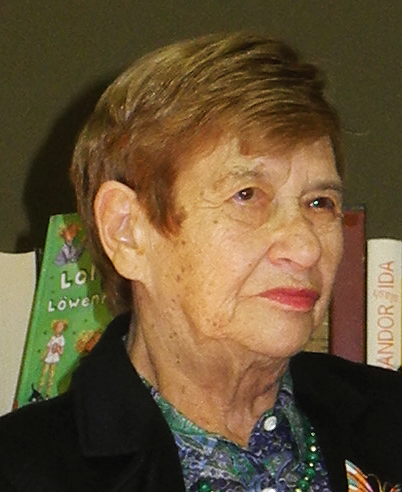
Stefanie Zweig (1932–2014)

- Zweig, Wiebke (* 1982), deutsche Politikerin (CDU)
- Zweig-Strauss, Hanna (1931–2014), Schweizer Ärztin und Historikerin
- Zweigbergk, Eva von (1906–1984), schwedische Journalistin, Kinderbuchkritikerin und Bilderbuchautorin
- Zweigbergk, Helena von (* 1959), schwedische Autorin, Journalistin und Fimrezensentin
- Zweigelt, Fritz (1888–1964), österreichischer Botaniker, Entomologe und Rebenzüchter
- Zweigenhaft, Solomon Wolf (1915–2005), polnisch-US-amerikanischer Rabbiner
- Zweigenthal, Hermann (1904–1968), österreichisch-deutsch-US-amerikanischer Architekt, Stadtplaner, Theaterregisseur, Bühnenbildner und Deklamator
- Zweigert, Erich (1849–1906), deutscher Jurist und Politiker, Oberbürgermeister und Ehrenbürger von Essen
- Zweigert, Erich (1879–1947), deutscher Jurist und Ministerialbeamter
- Zweigert, Konrad (1911–1996), deutscher Richter des Bundesverfassungsgerichts
- Zweigert, Kurt (1886–1967), deutscher Jurist und Richter des Bundesverfassungsgerichts
- Zweigler, Hermann (* 1920), deutscher Klempner und Politiker (LDPD), MdV
- Zweigler, Nicole (* 1990), deutsche Fußballspielerin
- Zweigler, Steven (* 1966), deutscher Fußballspieler
- Zweiker, Robert (1964–2022), österreichischer Internist, Kardiologe und Intensivmediziner
- Zweiling, Klaus (1900–1968), deutscher marxistischer Philosoph, Präsident der Vereinigung der Philosophischen Institutionen der DDR
- Zweimann, Heinrich, österreichischer Ritter
- Zweimüller, Franz Xaver (1904–1988), österreichischer Politiker (ÖVP), Landtagsabgeordneter
- Zweimüller, Maximilian (1932–2008), österreichischer Organist
- Zweiniger, Arthur (1879–1947), deutscher Bildhauer und Schriftsteller
- Zweiniger, Gustav (1841–1911), deutscher Geheimer Kommerzienrat und Mitglied der I. Ständekammer
- Zweiniger, Max (1862–1910), deutscher Komponist und Chorleiter
- Zweite, Armin (* 1941), deutscher Kunsthistoriker, Kurator und Museumsdirektor
- Zweiter falscher Dmitri († 1610), Heerführer und Prätendent auf den Zarenthron
- Zwelfer, Johann (1618–1668), deutscher Arzt, Apotheker und Chemiker
- Zwelithini kaBhekuzulu, Goodwill (1948–2021), südafrikanischer ZulukönigGoodwill Zwelithini kaBhekuzulu (1948–2021)

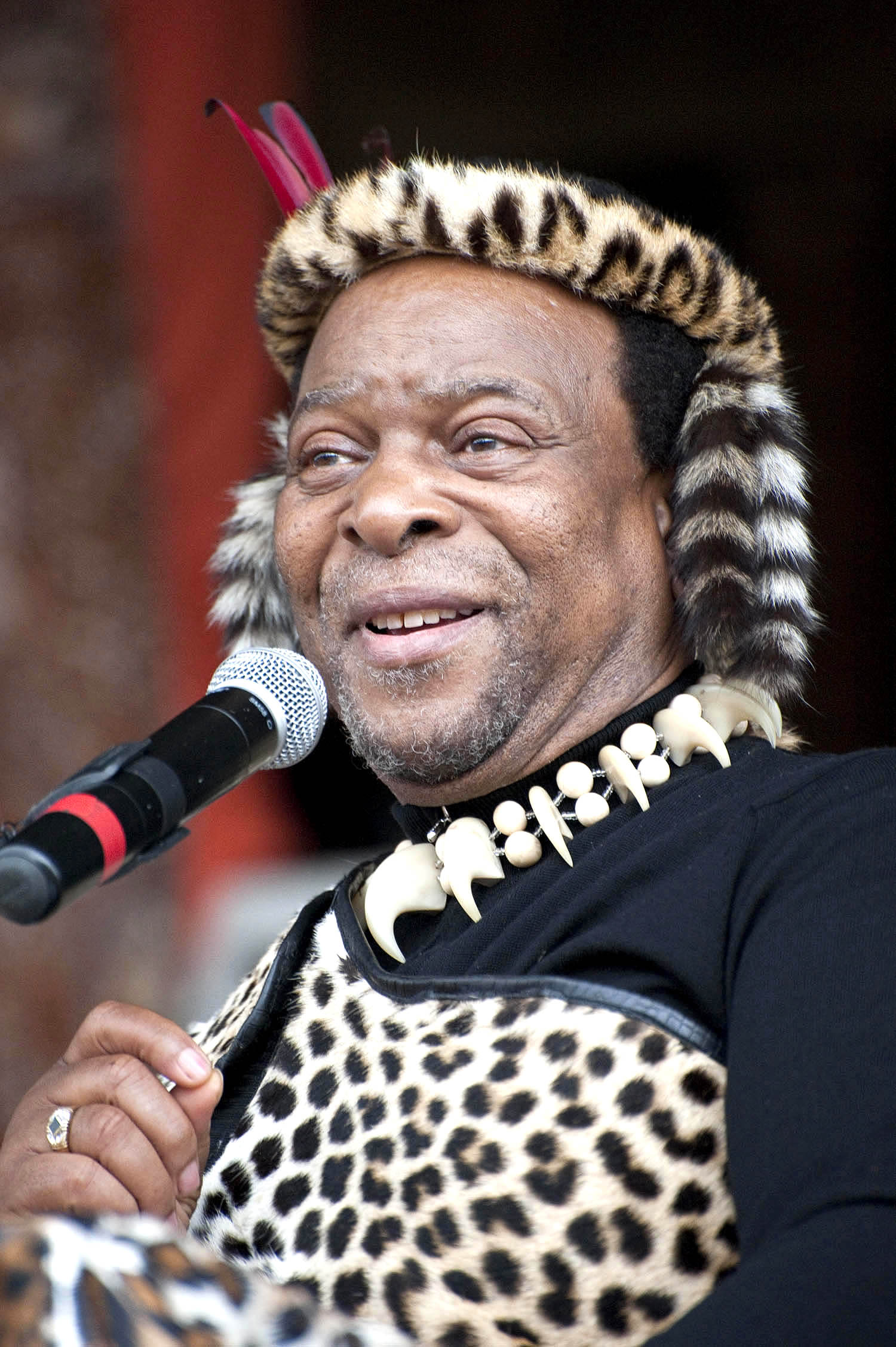
Goodwill Zwelithini kaBhekuzulu (1948–2021)

- Zwengauer, Anton (1810–1884), deutscher Maler
- Zwengauer, Anton Georg (1850–1928), deutscher Maler
- Zwengauer, Karl (1882–1943), deutscher Generalleutnant im Zweiten Weltkrieg
- Zwengel, Horst (1937–2020), deutscher Politiker (Pro DM), MdHB
- Zwenger, Constantin (1814–1884), deutscher Pharmazeut
- Zwenger, Ferdinand (1824–1894), deutscher Bibliothekar sowie Herausgeber mehrerer Zeitschriften
- Zwenger, Thomas (* 1950), deutscher Philosoph, Autor
- Zwenk, Heinrich (1875–1927), österreichischer Politiker (SdP), Abgeordneter zum Nationalrat
- Zwentibold († 900), König von LotharingienZwentibold († 900)

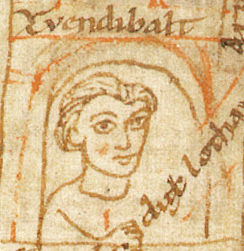
Zwentibold († 900)

- Zwerbach, Max (1884–1908), US-amerikanischer Mobster
- Zwerch, Sepp (1907–1985), deutscher Architekt und Zeichner
- Zwerenz, Catharina, deutsche Drehbuchautorin und Regisseurin
- Zwerenz, Gerhard (1925–2015), deutscher Schriftsteller und MdB für die PDS
- Zwerenz, Ingrid (1934–2023), deutsche Autorin und Publizistin
- Zwerenz, Mizzi (1876–1947), österreichische Operettensängerin (Sopran) sowie Theater- und Filmschauspielerin
- Zwerg, Jan-Oliver (* 1965), deutscher Unternehmer und Politiker (AfD), MdL
- Zwergel, Herbert A. (* 1943), deutscher römisch-katholischer Theologe
- Zwerger, Dominic (* 1996), österreichischer Eishockeyspieler
- Zwerger, Franz von (1792–1856), deutscher Politiker und Unternehmer
- Zwerger, Johann Augustin von und zu, Theologe und Wissenschaftler
- Zwerger, Johann Baptist (1824–1893), Bischof von Seckau
- Zwerger, Johann Nepomuk (1796–1868), deutscher Bildhauer und Hochschullehrer
- Zwerger, Lisbeth (* 1954), österreichische Kinderbuchillustratorin
- Zwerger, Manuel (* 1992), italienischer Komponist
- Zwerger, Philipp († 1702), Maurermeister in München
- Zwerger, Philipp Jakob (1685–1758), Maurermeister in Weilheim und München
- Zwerger, Rudolf von (1902–1945), deutscher Geologe (Erdölgeologie) und Geophysiker
- Zwerin, Charlotte (1931–2004), US-amerikanische Filmemacherin
- Zwerin, Mike (1930–2010), US-amerikanischer Jazzmusiker
- Zwerina, Anton (1900–1973), österreichischer Gewichtheber
- Zwering, Klaas-Erik (* 1981), niederländischer Schwimmer
- Zwerling, Darrell (1928–2014), US-amerikanischer Schauspieler
- Zwerling, Yetta (1894–1982), austroamerikanische Schauspielerin und Sängerin
- Zwernemann, Gustav (1872–1958), österreichischer evangelisch-reformierter Theologe
- Zwernemann, Jürgen (1929–2022), deutscher Ethnologe
- Zwerschitz, Barbara (* 1969), österreichische Politikerin (Grüne), Abgeordneter zum Nationalrat
- Zwerschke, Bertram (* 1956), deutscher Chorleiter
- Zwerus, Shirley (* 1946), niederländische Popsängerin
- Zwerver, Ronald (* 1967), niederländischer Volleyballspieler
- Zwet, Arno van der (* 1986), niederländischer Bahn- und Straßenradrennfahrer
- Zwet, Michail (1872–1919), russischer Botaniker, Erfinder der Chromatographie
- Zwet, Willem van (1934–2020), niederländischer mathematischer Statistiker
- Zwetajew, Iwan Wladimirowitsch (1847–1913), russischer Altphilologe, Altertumswissenschaftler und Kunsthistoriker
- Zwetajew, Wjatscheslaw Dmitrijewitsch (1893–1950), sowjetischer Generaloberst
- Zwetajewa, Anastasija Iwanowna (1894–1993), russische Schriftstellerin
- Zwetajewa, Marina Iwanowna (1892–1941), russische Dichterin und SchriftstellerinMarina Iwanowna Zwetajewa (1892–1941)

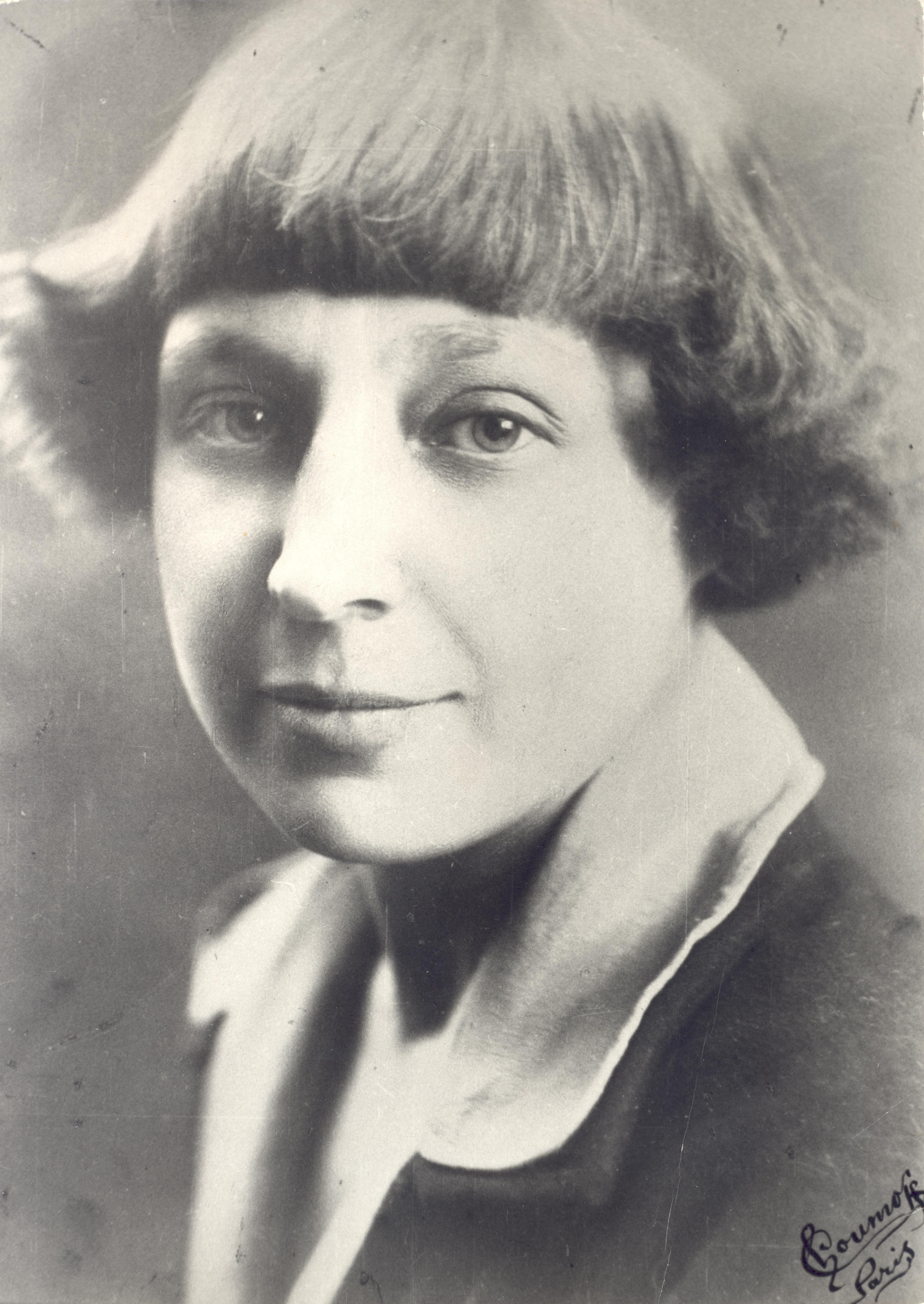
Marina Iwanowna Zwetajewa (1892–1941)

- Zwetanow, Boiko (* 1955), bulgarischer Opernsänger (Tenor)
- Zwetanow, Zanko (* 1970), bulgarischer Fußballspieler
- Zwetanow, Zwetan (* 1965), bulgarischer Politiker
- Zwetanow, Zwetan (* 1977), bulgarischer Eishockeyspieler
- Zwetau, Wadsim (* 1986), belarussischer Sommerbiathlet
- Zwetau, Wital (* 1988), belarussischer Biathlet
- Zwetawa, Hanna (* 1984), belarussische Biathletin
- Zwetkoff, Peter (1925–2012), bulgarisch-deutscher Komponist
- Zwetkow, Aleksandar (1914–1990), bulgarischer Schachspieler
- Zwetkow, Alexei Konstantinowitsch (* 1981), russischer Nordischer Kombinierer
- Zwetkow, Alexei Sergejewitsch (* 1981), russischer Eishockeyspieler
- Zwetkow, Dmitri (* 1968), russischer Eishockeyspieler und -trainer
- Zwetkow, Dmitri Alexandrowitsch (* 1983), russischer Orientierungsläufer
- Zwetkow, Iwan (* 1951), bulgarischer Radrennfahrer
- Zwetkow, Iwan Jewmenjewitsch (1845–1917), russischer Kunstsammler
- Zwetkow, Maxim Gennadjewitsch (* 1991), russischer Naturbahnrodler
- Zwetkow, Maxim Sergejewitsch (* 1992), russischer Biathlet
- Zwetkow, Walentin Iwanowitsch (1948–2002), russischer Politiker und Staatsmann
- Zwetkowa, Rajna (* 1975), bulgarische Badmintonspielerin
- Zwettler, Johann (* 1941), österreichischer Manager
- Zwettler, Theodor (1758–1826), österreichischer Benediktiner und Komponist
- Zwetz, Ulrich (* 1960), deutscher Fußballkommentator
- Zwetzbacher, Josef (1874–1942), österreichischer Politiker (CSP), Landtagsabgeordneter, Mitglied des Bundesrates
- Zweybrück, Emmy (1890–1956), österreichisch-amerikanische Grafikerin, Kunstpädagogin, Textil- und Modedesignerin
- Zweybrück, Franz (1853–1925), österreichischer Historiker und Journalist

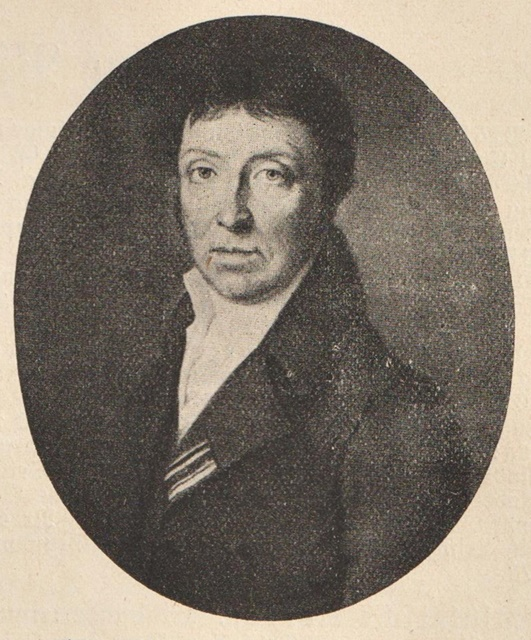
Christian von Zweybrücken (1752–1817)

- Zweybrücken, Christian von (1752–1817), französischer, dann preußischer und später bayerischer Offizier, zuletzt General der InfanterieChristian von Zweybrücken (1752–1817)
- Zweybrücken, Christian von (1782–1859), Freiherr aus dem Hause Wittelsbach, bayerischer Offizier
- Zweybrücken, Karl August von (1784–1812), Freiherr aus dem Hause Wittelsbach, bayerischer Offizier
- Zweybrücken, Wilhelm von (1754–1807), Freiherr aus dem Hause Wittelsbach, französischer, später bayerischer Offizier
- Zweyer von Evenbach, Joseph (1747–1822), Landkomtur des Deutschen Ordens
- Zweyer, Ewalt (1932–2023), rumänischer Journalist
- Zweyer, Jan (* 1953), deutscher Schriftsteller
- Zweymüller, Karl (* 1941), österreichischer Orthopäde
- Zweynert, Gerhard (1905–1985), deutscher evangelischer Theologe
- Zweytick, Johannes (* 1961), österreichischer Winzer und Politiker (ÖVP), Abgeordneter zum Nationalrat
- Zwez, Annelise (* 1947), Schweizer Kunstkritikerin, Publizistin im Bereich der bildenden Kunst und Kuratorin

### Zwi
- Zwi Hirsch Aschkenasi (1656–1718), Rabbiner und Talmudgelehrter
- Zwi, Rose (1928–2018), südafrikanisch-australische Schriftstellerin
- Zwiauer, Wolfgang (* 1973), Schweizer Jazz- und Weltmusiker (Bass)
- Zwick, Albert (1890–1958), deutscher Statistiker
- Zwick, Alexander (* 1984), deutscher Sänger, Songschreiber, Komponist und Multiinstrumentalist
- Zwick, Andrej (* 1995), serbischer Eishockeyspieler
- Zwick, Carola (* 1966), deutsche Produktdesignerin und Professorin
- Zwick, Charles (1926–2018), US-amerikanischer Politiker und Manager
- Zwick, Eduard (1921–1998), rumänisch-deutscher Heilarzt
- Zwick, Edward (* 1952), US-amerikanischer Filmproduzent, Filmregisseur und DrehbuchautorEdward Zwick (* 1952)

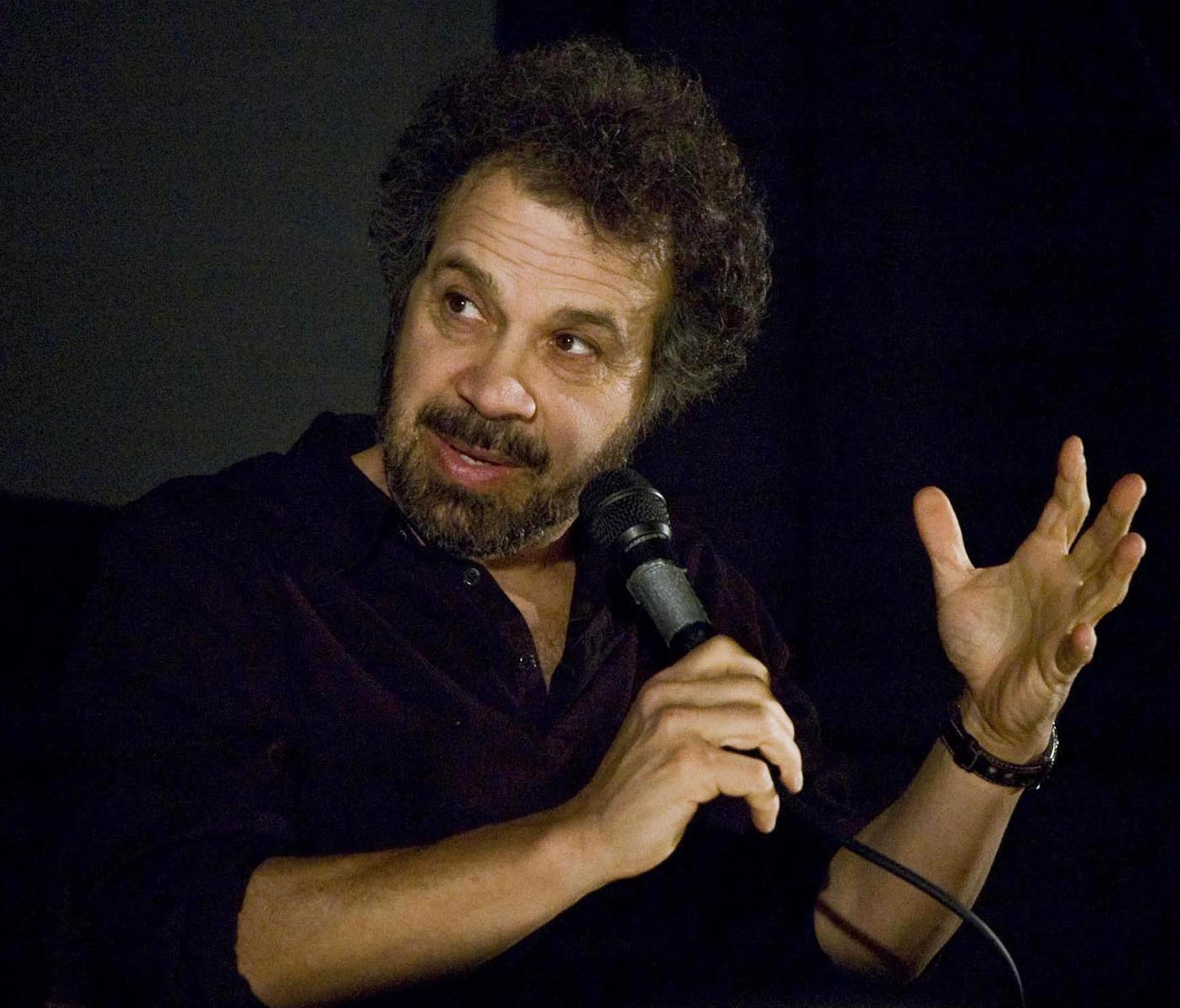
Edward Zwick (* 1952)

- Zwick, Elisabeth (1960–2019), deutsche katholische Theologin, Philosophin, Pädagogin und Hochschullehrerin
- Zwick, Franz (1863–1932), deutscher Architekt
- Zwick, Heinrich, Schweizer Bürgermeister
- Zwick, Hermann (1839–1906), deutscher Lehrer und Politiker (FVp), MdR
- Zwick, Joel (* 1942), US-amerikanischer Film-, Fernseh- und Theaterregisseur sowie Filmproduzent
- Zwick, Johannes († 1542), deutscher Kirchenliederdichter und Reformator
- Zwick, Johannes (* 1955), deutscher Arzt, Unternehmer, Aufsichtsratsvorsitzender
- Zwick, Josef († 1968), deutscher Kommunalpolitiker
- Zwick, Luis (* 1994), deutscher Fußballtorhüter
- Zwick, Markus (* 1977), deutscher Politiker (CDU), Oberbürgermeister von Pirmasens
- Zwick, Martina (* 1989), deutsche Radsportlerin
- Zwick, Peter (1950–2013), Schweizer Politiker (CVP)
- Zwick, Reinhold (* 1954), deutscher, katholischer Theologe
- Zwick, Sus (* 1950), Schweizer Künstlerin in den Bereichen Video, Installation, Performance und Musik
- Zwick, Walter (* 1941), österreichischer Politiker (ÖVP); Vizebürgermeister von Klagenfurt
- Zwick, Wilhelm (1871–1941), deutscher Veterinärmediziner und Virologe
- Zwicke, Johann Arnold Anton (1722–1778), deutscher lutherischer Theologe und Reformpädagoge
- Zwickel, Klaus (* 1939), deutscher Gewerkschaftsfunktionär und Vorsitzender der IG Metall
- Zwickel, Wolfgang (* 1957), deutscher evangelischer Theologe und Alttestamentler
- Zwicker, Adrian (* 1977), österreichischer Schauspieler
- Zwicker, Alfons Karl (* 1952), Schweizer Komponist, Pianist und Maler
- Zwicker, Bruno (1907–1944), tschechoslowakischer Soziologe und Opfer des Holocausts
- Zwicker, Carl August Heinrich (1794–1826), deutscher Dichterjurist
- Zwicker, Daniel (1612–1678), Mediziner und sozinianischer Schriftsteller
- Zwicker, Detlef, deutscher Hockeynationalspieler (DDR) und Hockeytrainer
- Zwicker, Eberhard (1924–1990), deutscher Akustiker und Ordinarius für Elektroakustik
- Zwicker, Eckart (* 1939), deutscher Wirtschaftswissenschaftler und Professor der Betriebswirtschaftslehre
- Zwicker, Frédéric (* 1983), Schweizer Autor und Musiker
- Zwicker, Hanspeter (* 1960), Schweizer Fussballspieler
- Zwicker, Hartmut (1924–1986), deutscher Physiker und Hochschullehrer
- Zwicker, Johannes (1881–1969), deutscher Altphilologe und Gymnasialdirektor
- Zwicker, Jörg (* 1969), österreichischer Cellist, Dirigent, Musikpädagoge, Mediator, Trainer
- Zwicker, Kai (* 1967), deutscher Politiker (CDU)
- Zwicker, Ludwig Christian Wilhelm (1763–1824), Bürgermeister von Hannover
- Zwicker, Martin (* 1987), deutscher Hockeyspieler
- Zwicker, Petrus († 1403), Inquisitor in Deutschland und Österreich
- Zwicker, Ralph Wise (1903–1991), US-amerikanischer Offizier, Generalmajor der US-Army
- Zwicker-Pelzer, Renate, deutsche Sozialpädagogin und Hochschullehrerin
- Zwickhofer, Walter (1924–2019), deutscher Fußballspieler
- Zwickl, Dániel (* 1984), ungarischer Tischtennisspieler
- Zwickl, Helmut (1939–2025), österreichischer SportjournalistHelmut Zwickl (1939–2025)

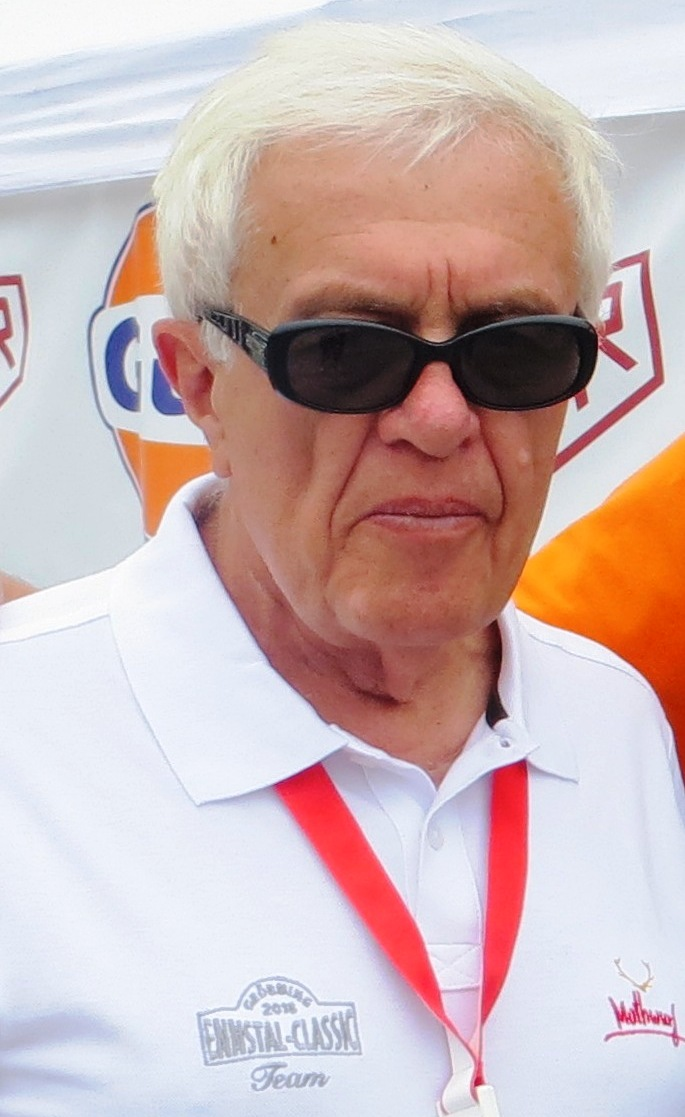
Helmut Zwickl (1939–2025)

- Zwickl, Ludwig (1906–1975), österreichischer Kabarettist, Musiker, Komiker, Sänger, Bühnen- und Filmschauspieler
- Zwickl, Marvin (* 2004), österreichischer Fußballspieler
- Zwickle, Lukas von (1803–1856), österreichischer Politiker und Jurist
- Zwickler, Christopher (* 1984), deutscher Filmproduzent und Unternehmer
- Zwickler, Reinhold (1933–2023), deutscher Ingenieur
- Zwicklhuber, David (* 2000), österreichischer Handballspieler
- Zwicknagl, Max (1900–1969), deutscher Unternehmer und Politiker (BVP, CSU), MdL
- Zwicky, Conrad (* 1946), Schweizer Bratschist und Komponist
- Zwicky, Dieter (* 1957), Schweizer Schriftsteller
- Zwicky, Fritz (1898–1974), Schweizer Physiker und AstronomFritz Zwicky (1898–1974)

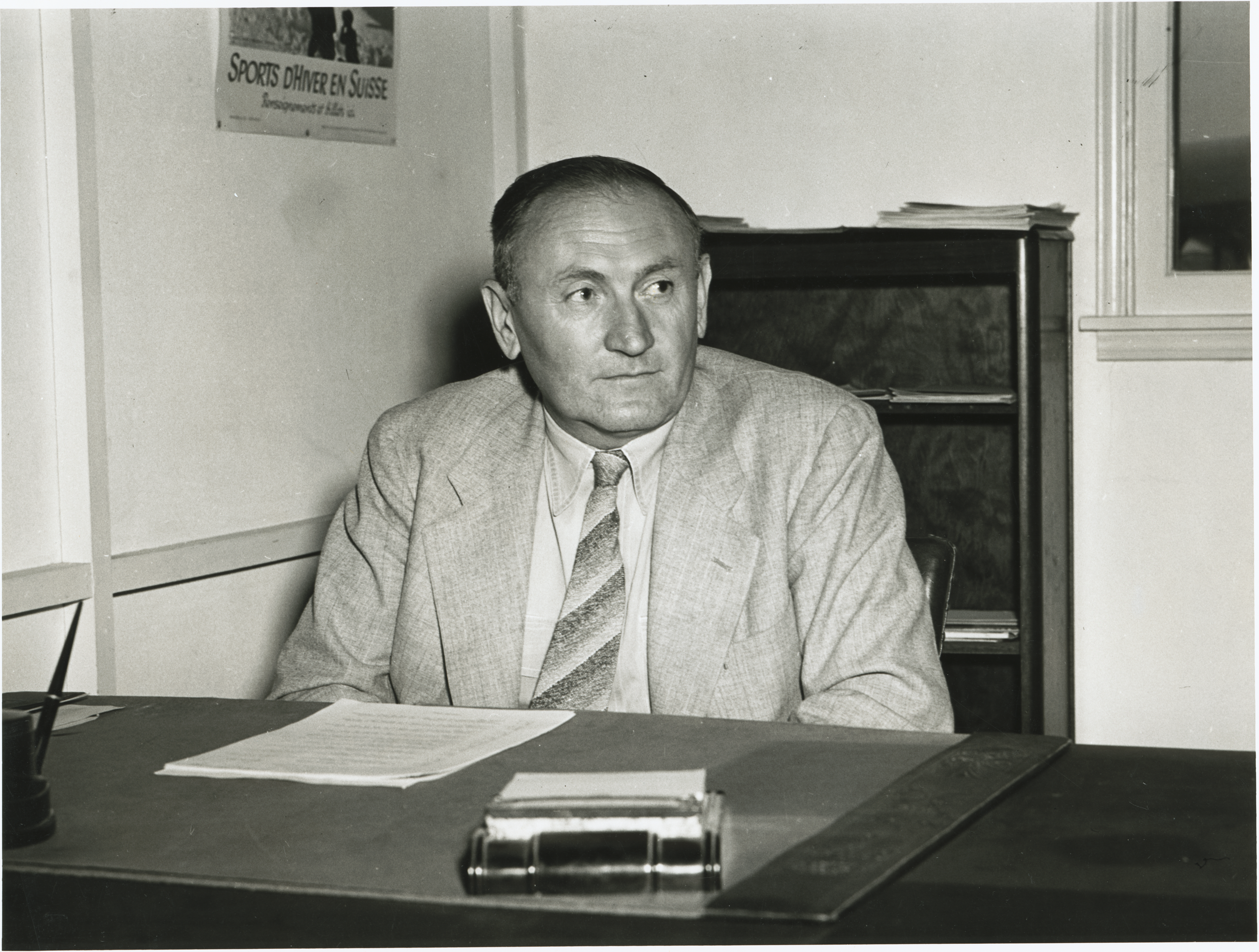
Fritz Zwicky (1898–1974)

- Zwicky, Jan (* 1955), kanadische Philosophin, Poetin, Essayistin und Violinistin
- Zwide kaLanga, Oberhaupt der Ndwandwe
- Zwiebach, Barton (* 1954), peruanischer theoretischer Physiker
- Zwiebel, Alfred (1914–2005), deutsch-amerikanischer Kunstmaler
- Zwiebel, Ralf (* 1942), Arzt, Psychoanalytiker, Hochschullehrer
- Zwiebelhofer, Otmar (1935–2014), deutscher Unternehmer
- Zwiebler, Eva-Maria (* 1953), deutsche Badmintonspielerin
- Zwiebler, Karl-Heinz (* 1951), deutscher Badmintonspieler
- Zwiebler, Marc (* 1984), deutscher Badmintonspieler
- Zwiedineck-Südenhorst, Hans von (1845–1906), österreichischer Historiker
- Zwiedineck-Südenhorst, Otto von (1871–1957), österreichischer Wirtschaftswissenschaftler und Staatsrechtslehrer
- Zwiefalten, Heinrich von, Prior des Benediktinerklosters Ochsenhausen
- Zwiefelhofer, Hans (1932–2008), deutscher Jesuit und Sozialwissenschaftler
- Zwiefelhofer, Thomas (* 1969), liechtensteinischer Politiker und Regierungsrat
- Zwiefka, Tadeusz (* 1954), polnischer Jurist und Politiker, MdEP
- Zwiehoff, Ben (* 1994), deutscher RadrennfahrerBen Zwiehoff (* 1994)

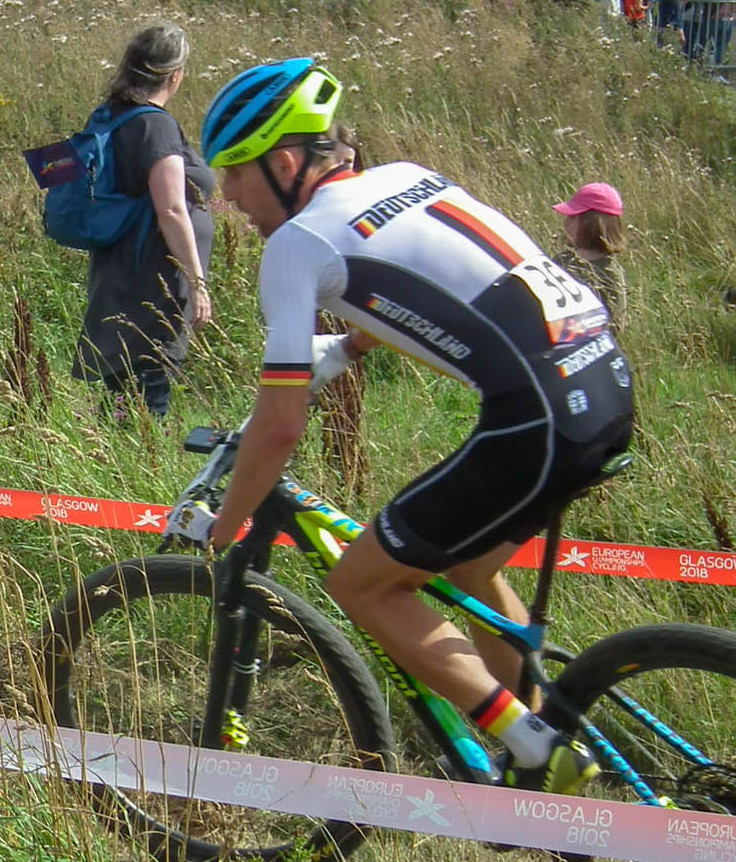
Ben Zwiehoff (* 1994)

- Zwiehoff, Gabriele (* 1956), deutsche Juristin und Hochschullehrerin
- Zwiener, Christian (* 1962), deutscher Umweltchemiker und Hochschullehrer
- Zwiener, Philip (* 1985), deutscher Basketballspieler
- Zwiener, Sabine (* 1967), deutsche Mittelstreckenläuferin
- Zwienicki, Selma (1882–1938), deutsche Frau und jüdisches NS-Opfer der Reichspogromnacht
- Zwierina, Otto (1900–1981), österreichischer Elektrotechniker
- Zwierlein, Anne-Julia (* 1971), deutsche Anglistin
- Zwierlein, Christian Jacob von (1737–1793), deutscher Jurist am Reichskammergericht zu Wetzlar
- Zwierlein, Conrad Anton (1755–1825), deutscher Mediziner
- Zwierlein, Cornel (* 1973), deutscher Historiker und Privatdozent an der FU Berlin
- Zwierlein, Eduard (* 1957), deutscher Philosoph und Hochschullehrer
- Zwierlein, Hans Carl von (1768–1850), nassauischer Politiker
- Zwierlein, Hans Constantin von (1802–1863), nassauischer Politiker
- Zwierlein, Hans von (1835–1886), nassauischer Politiker
- Zwierlein, Johann Jacob von (1699–1772), deutscher Geheimrat und Jurist am Reichskammergericht zu Wetzlar
- Zwierlein, Martin (* 1977), deutscher Physiker
- Zwierlein, Otto (* 1939), deutscher Klassischer Philologe
- Zwierlein, Salentin von (1747–1813), deutscher Jurist und Regierungspräsident im Fürstentum Solms-Braunfels
- Zwierlein-Diehl, Erika (1936–2025), deutsche Klassische Archäologin
- Zwierowicz, Stefan Aleksander (1842–1908), Bischof von Vilnius und von Sandomierz
- Zwiers, Claudia (* 1973), niederländische Judoka
- Zwierschitz, Stephan (* 1990), österreichischer Fußballspieler
- Zwierski, Theo (1911–1989), deutscher Filmarchitekt und Szenenbildner beim Fernsehen
- Zwierzchiewski, Benoît (* 1976), französischer Langstreckenläufer
- Zwierzchowski, Mateusz († 1768), polnischer Dirigent, Organist und Komponist
- Zwierzina, Konrad (1864–1941), österreichischer Germanist
- Zwies, Kurt (* 1909), deutscher Politiker (LDPD), MdL Sachsen-Anhalt
- Zwiesler, Hans-Joachim (* 1957), deutscher Mathematiker und Hochschullehrer
- Zwieten, Pieter Adriaan van (1937–2014), niederländischer Pharmakologe
- Zwieteren, Willy van (1904–1983), niederländischer Fußballspieler
- Zwietusch, Eduard Otto (1866–1931), amerikanisch-deutscher Fernmeldetechniker und Erfinder
- Zwiffelhoffer, Dorothee, deutsche Verwaltungsjuristin und Landtagsdirektorin
- Zwigoff, Terry (* 1949), US-amerikanischer Filmregisseur und Musiker
- Zwigott, Jakob († 1709), österreichischer Geistlicher
- Zwigtman, Floortje (* 1974), niederländische Autorin von Jugendbüchern
- Zwihun, Maryna (* 1960), ukrainische Journalistin und ehemalige religiöse Führerin der Bewegung Weiße Bruderschaft
- Zwijacz, Bogdan (* 1962), polnischer Skispringer
- Zwijsen, Johannes (1794–1877), Erzbischof von Utrecht
- Zwikel, Jonathan (* 1975), belgisch-französischer Eishockeyspieler
- Zwikker, Cornelis (1900–1985), niederländischer Physiker
- Zwikker, Jan Jacobus Lijnst (1890–1956), niederländischer Pharmazeut und Hochschullehrer
- Zwikker, Serge (* 1973), niederländischer Basketballspieler
- Zwilgmeyer, Franz (1901–1995), deutscher Jurist und Soziologe
- Zwilgmeyer, Julius Heinrich (1730–1799), deutscher Münzprobierer, Münz-Guardein, Münzmeister und Zöllner
- Zwilich, Ellen Taaffe (* 1939), US-amerikanische Violinistin und Komponistin
- Zwilij, Alina (* 1994), ukrainische Geherin
- Zwillenberg, Hugo (1885–1966), deutsch-jüdischer Jurist und Unternehmer
- Zwiller, Marius (1905–2000), französisch-US-amerikanischer Schwimmer
- Zwilling, Christian (1738–1800), deutscher evangelischer Theologe und Pfarrer
- Zwilling, David (* 1949), österreichischer SkirennläuferDavid Zwilling (* 1949)

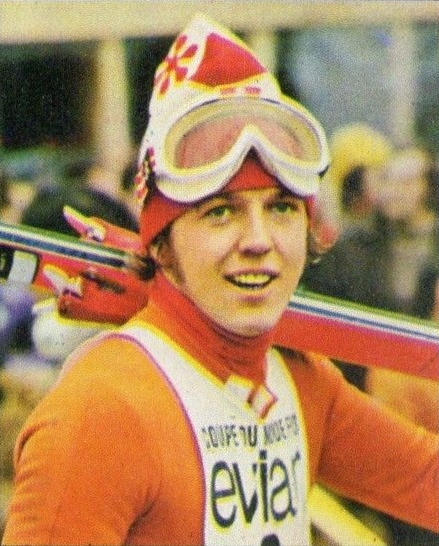
David Zwilling (* 1949)

- Zwilling, Ernst (1904–1990), österreichischer Afrikaforscher und Reiseschriftsteller
- Zwilling, Gabriel († 1558), deutscher Reformator
- Zwilling, Georg (1892–1944), deutscher Politiker (USPD, KPD), MdL Volksstaat Hessen
- Zwilling, Michail Jakowlewitsch (1925–2013), russischer Übersetzer, Dolmetscher, Linguist und Übersetzungswissenschaftler
- Zwilling, Paul (1547–1581), deutscher neulateinischer Epiker
- Zwilling, Wilhelm (1879–1944), deutscher Maschinenbauer und Eisenbahner
- Zwillinger, Frank (1909–1989), österreichischer Schriftsteller
- Zwillman, Abner († 1959), US-amerikanischer Gangsterboss
- Zwimpfer, Beat (1928–2013), Schweizer Politiker (CVP)
- Zwimpfer, Hans (1930–2017), Schweizer Architekt
- Zwinck, Franz Seraph (1748–1792), deutscher Lüftlmaler
- Zwingel, Thomas (* 1963), deutscher Politiker (SPD), Erster Bürgermeister der Stadt Zirndorf (seit 2006)
- Zwingel, Thomas (* 1967), deutscher Fußballspieler
- Zwingenberger, Axel (* 1955), deutscher Boogie-Woogie- und Blues-Pianist und -KomponistAxel Zwingenberger (* 1955)

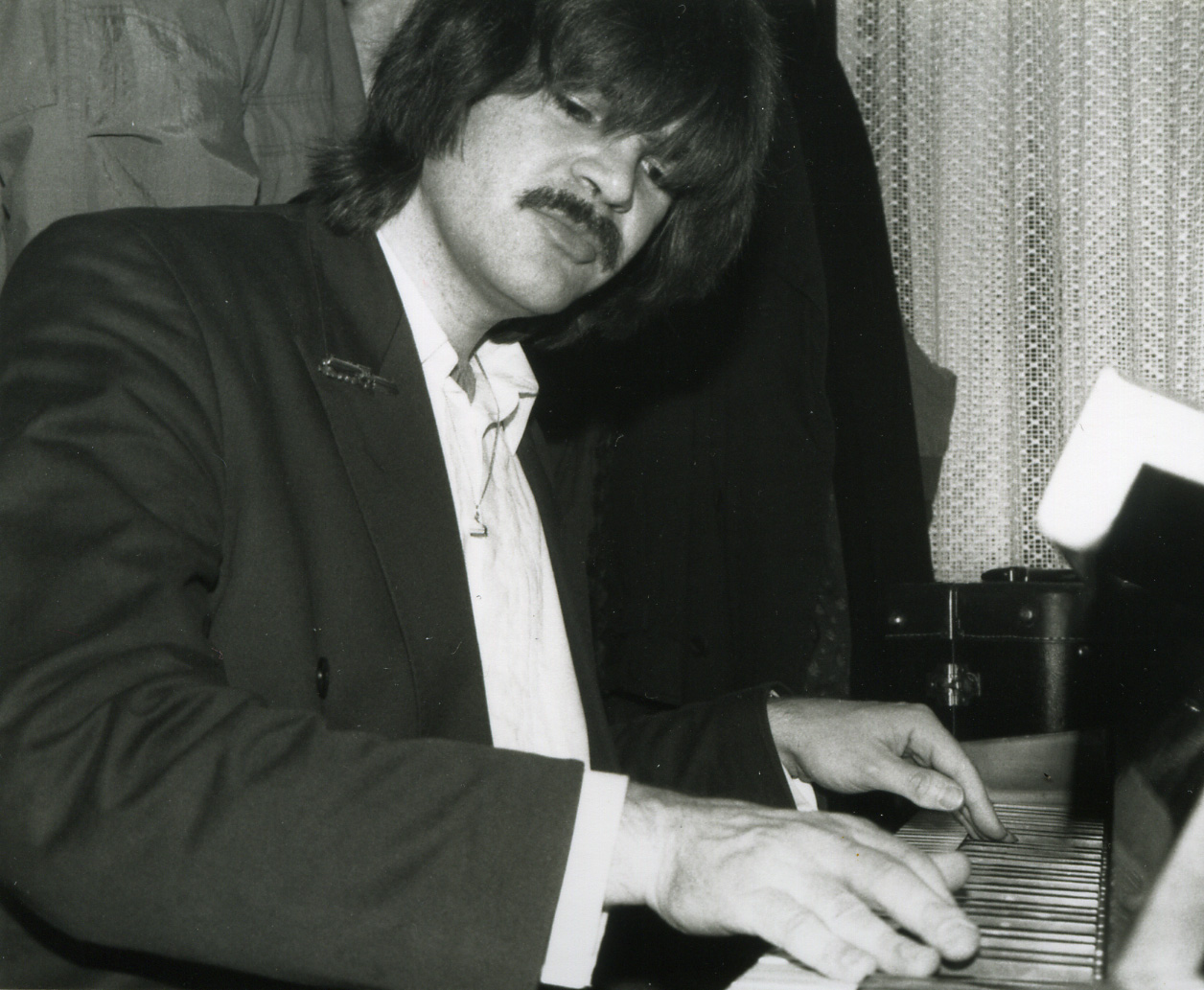
Axel Zwingenberger (* 1955)

- Zwingenberger, Jeanette (* 1962), deutsche Kunsthistorikerin und freischaffende Kuratorin
- Zwingenberger, Torsten (* 1959), deutscher Jazz- und Blues-Schlagzeuger
- Zwingenberger, Walter (1880–1963), deutscher Kommunalpolitiker
- Zwinger, Christoph Johann Sigmund (1744–1813), deutscher Maler, Zeichner und Radierer
- Zwinger, Gustav Philipp (1779–1819), deutscher Maler, Radierer und Lithograf
- Zwinger, Johann Rudolf (1660–1708), Schweizer reformierter Pfarrer, Theologe und Hochschullehrer
- Zwinger, Johann Rudolph (1692–1777), Schweizer Anatom
- Zwinger, Johannes (1634–1696), Schweizer reformierter Pfarrer und Theologie-Professor
- Zwinger, Joseph (1705–1772), deutscher Jesuitenpater und Hochschullehrer
- Zwinger, Theodor (1658–1724), Schweizer Mediziner
- Zwinger, Theodor der Ältere (1533–1588), Schweizer Gelehrter
- Zwinger, Theodor der Jüngere (1597–1654), Schweizer reformierter Pfarrer und Theologieprofessor
- Zwinger, Thorsten (* 1962), deutscher Maler
- Zwingli, Huldrych (1484–1531), Schweizer Theologe, Gründer der reformierten Kirche ZürichsHuldrych Zwingli (1484–1531)

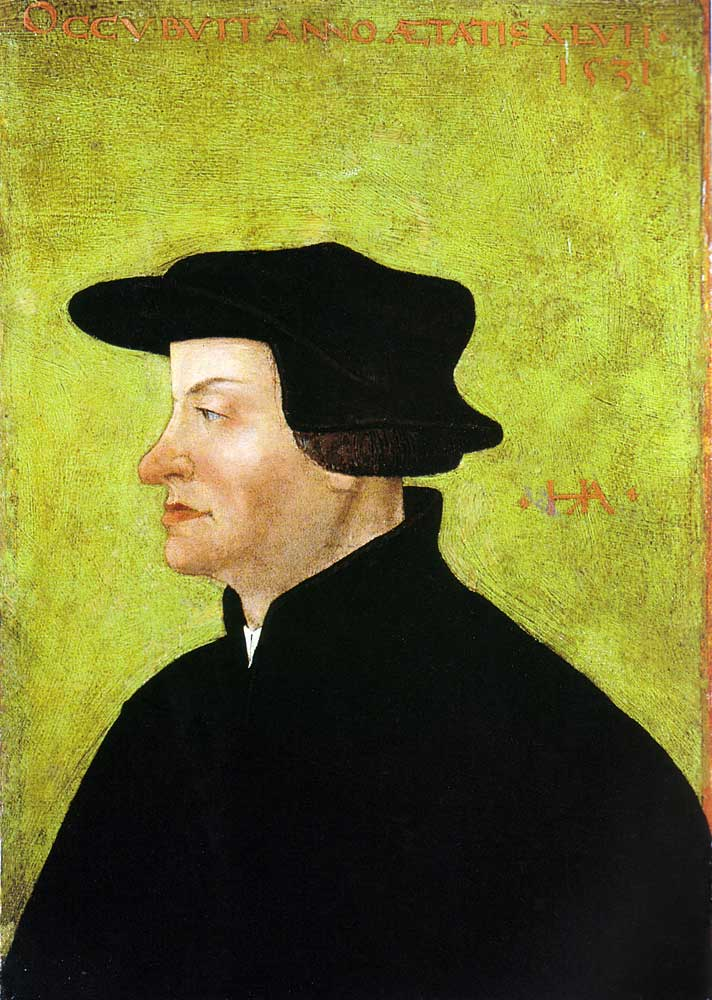
Huldrych Zwingli (1484–1531)

- Zwingli, Walter (1925–2018), Schweizer Politiker (FDP)
- Zwingli, Werner (* 1927), Schweizer Skilangläufer
- Zwingmann, Christian (1827–1891), dänischer Architekt des Eklektizismus
- Zwingmann, Christian (* 1963), deutscher Psychologe
- Zwingmann, Christian (* 1978), deutscher Politiker (parteilos)
- Zwingmann, Johann (1906–1984), Präsident der Reichsbahndirektion München
- Zwingmann, Michael (* 1964), deutscher Künstler
- Zwingmann, Pat (* 1981), deutscher Synchronsprecher, Off-Sprecher und Kraftsportler
- Zwingmann, Walter (1941–2021), deutscher Jazzmusiker (Trompete) und Maschinenbau-Ingenieur
- Zwingmann, Werner (* 1946), deutscher Veterinärmediziner
- Zwink, Eberhard (* 1946), deutscher Bibliothekar
- Zwinkels, Robert (* 1983), niederländischer Fußballtorhüter
- Zwintscher, Bruno (1838–1905), deutscher Klavierpädagoge
- Zwintscher, Oskar (1870–1916), deutscher Maler
- Zwintscher, Rudolf (1871–1946), deutscher Pianist und Musikpädagoge
- Zwinz, Marc (* 1974), deutscher SchauspielerMarc Zwinz (* 1974)

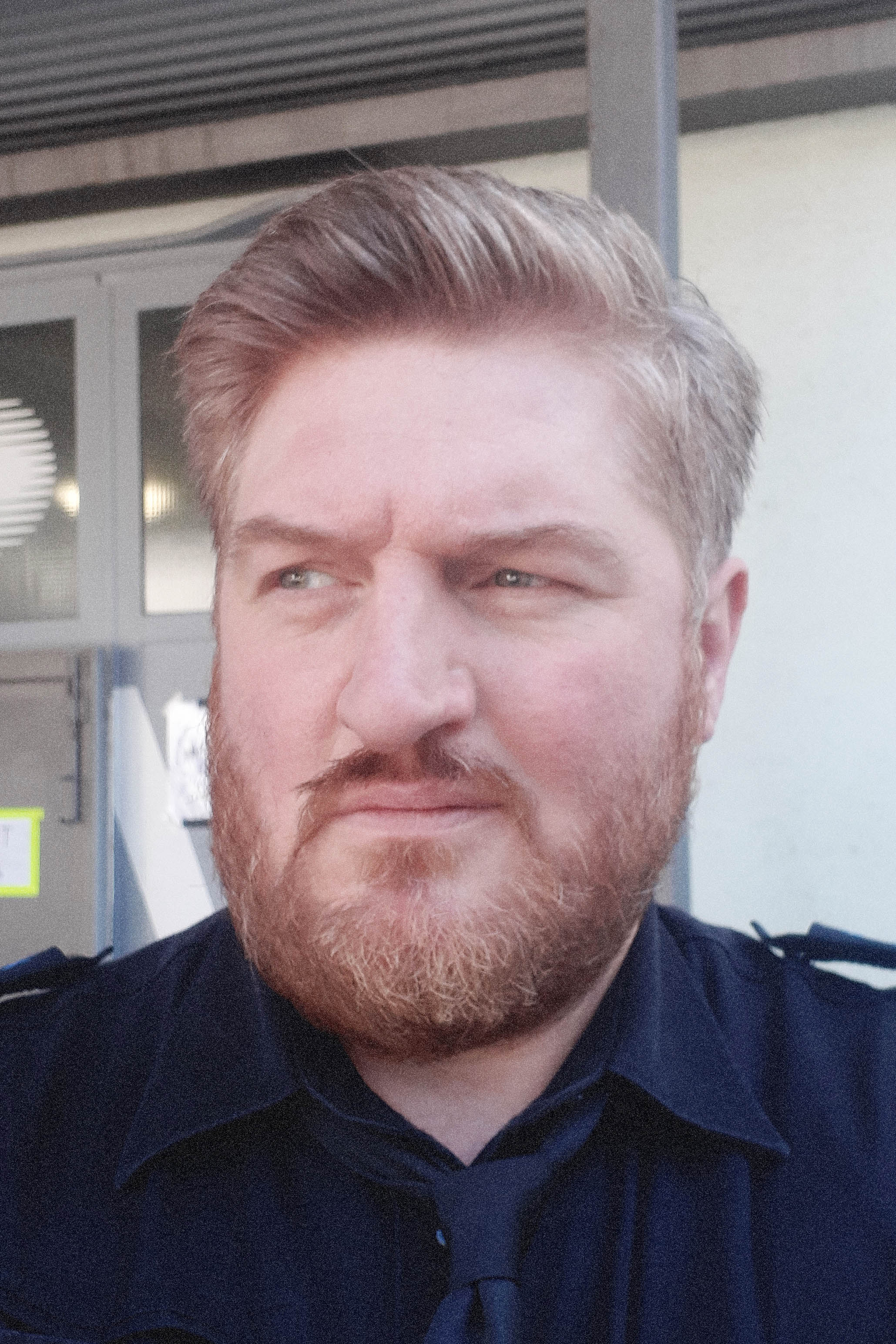
Marc Zwinz (* 1974)

- Zwir, Sergei Anatoljewitsch (* 1974), russischer Ringer
- Zwirn, Stefanie (* 1896), deutsche Architektin
- Zwirner, Christina (* 1992), deutsche Leichtathletin
- Zwirner, David (* 1964), deutsch-US-amerikanischer Galerist
- Zwirner, Dorothea (* 1965), deutsche Kunsthistorikerin und Autorin
- Zwirner, Eberhard (1899–1984), deutscher Mediziner und Phonetiker
- Zwirner, Ernst Friedrich (1802–1861), deutscher Architekt, Kölner DombaumeisterErnst Friedrich Zwirner (1802–1861)

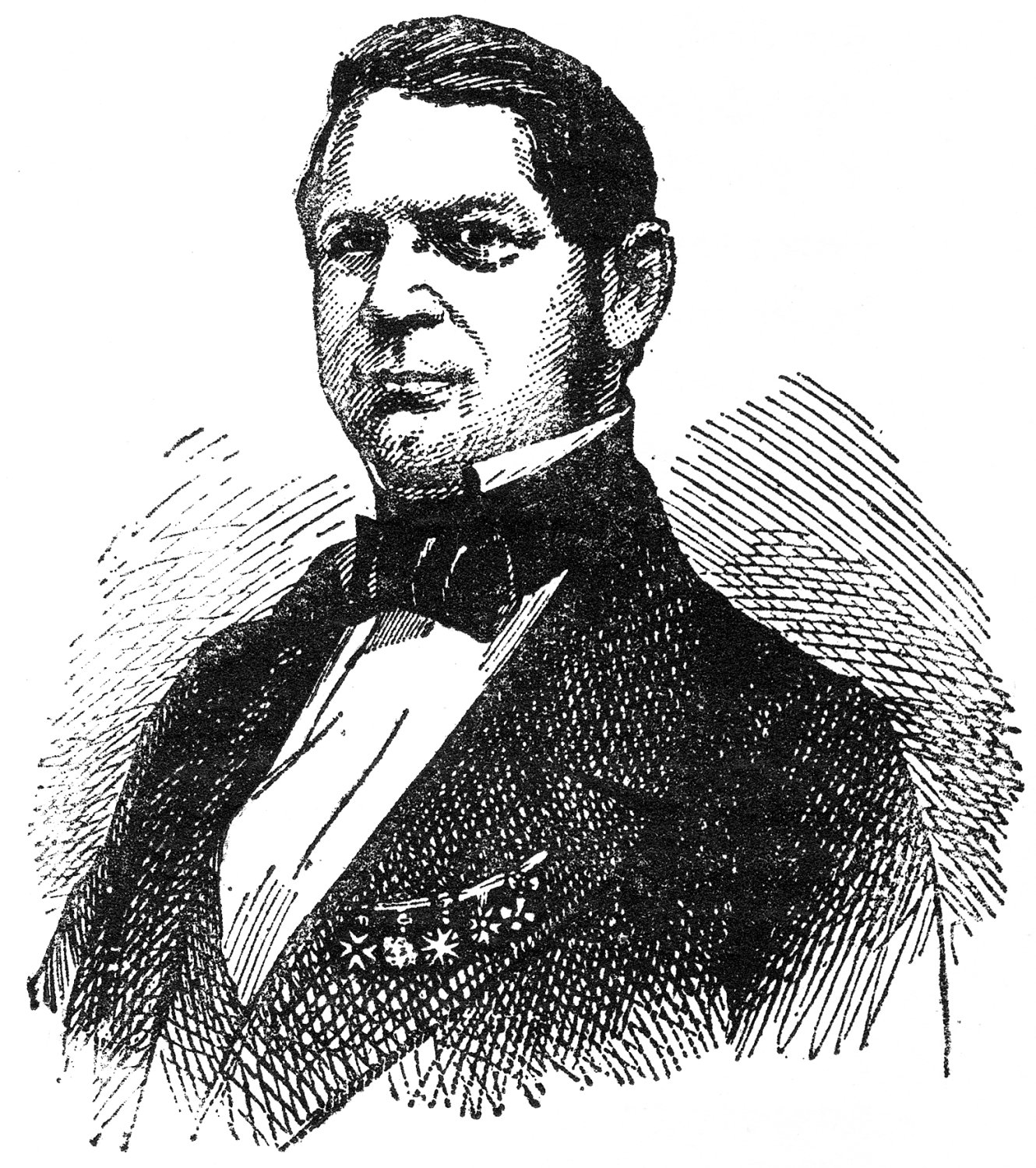
Ernst Friedrich Zwirner (1802–1861)

- Zwirner, Julius, deutscher Orgelbauer
- Zwirner, Rudolf (* 1933), deutscher Kunsthändler, Kunstsammler und Kurator
- Zwirner, Ruprecht (1929–2010), deutscher Chirurg und ärztlicher Standespolitiker
- Zwirner, Walter (1899–1952), deutscher Journalist und Widerstandskämpfer gegen den Nationalsozialismus
- Zwischenberger, Cornelia (* 1981), österreichische Übersetzungswissenschaftlerin
- Zwischenbrugger, Jan (* 1990), österreichischer Fußballspieler
- Zwischenbrugger, Noel (* 2001), österreichischer Skirennläufer
- Zwisler, Anton (1888–1977), deutscher Ingenieur und Kreispräsident von Lindau
- Zwißler, Bernhard (* 1960), deutscher Arzt und Facharzt für Anästhesiologie
- Zwißler, Florian (* 1976), deutscher Komponist und Improvisationsmusiker (Synthesizer, Elektronik)
- Zwißler, Hanns Peter (* 1946), deutscher Schriftsteller
- Zwißler, Julius (1848–1922), deutscher Verleger
- Zwißler, Karl Maria (1900–1984), deutscher Dirigent, Generalmusikdirektor, Generalintendant und Professor
- Zwissler, Sereina (* 1998), Schweizer Unihockeyspielerin
- Zwitter, Vinko (1904–1977), österreichischer politisch und kulturell tätiger Kärntner Slowene
- Zwitter-Grilc, Sabina (* 1967), österreichische Journalistin und Dokumentarfilmerin
- Zwitzel, Bernhard († 1570), deutscher Architekt und Werkmeister der Renaissance
- Zwitzel, Simon († 1593), deutscher Steinmetz und Werkmeister der Renaissance
- Zwitzers, August Ernst (1834–1921), deutscher Lehrer und Pastor
- Zwitzers, Heinrich (1873–1947), deutscher Jurist und Politiker (DVP), MdL
- Zwizanski, Scott (* 1977), US-amerikanischer Radrennfahrer

### Zwj
- Zwjatkou, Juryj (1940–2011), sowjetischer Filmregisseur und Drehbuchautor

### Zwo
- Zwoch, Felix (1952–2014), deutscher Architekturkritiker, Stadtplanungskritiker und Publizist
- Zwolanowski, Felix (1912–1998), deutscher Fußballspieler
- Zwolańska-Hołod, Beata (* 1975), polnische BildhauerinBeata Zwolańska-Hołod (* 1975)

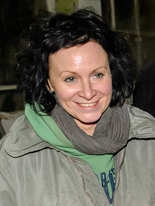
Beata Zwolańska-Hołod (* 1975)

- Zwölfer, Maria (* 1954), österreichische Politikerin (VT), Landtagsabgeordneter in Tirol
- Zwölfer, Theodor (1895–1988), deutscher Historiker und Archivar
- Zwolińska, Klaudia (* 1998), polnische Kanutin
- Zwolińska, Zofia (* 1949), polnische Sprinterin
- Zwoliński, Krzysztof (* 1959), polnischer Leichtathlet
- Zwoliński, Mikołaj (* 1991), polnischer Fußballspieler
- Zwolle, Henk-Jan (* 1964), niederländischer Ruderer
- Zwolsman, Charles junior (* 1979), niederländischer Autorennfahrer
- Zwolsman, Charles senior (1955–2011), niederländischer Drogenhändler und Automobilrennfahrer
- Zwoneček, Friedrich (1817–1848), Dirigent und Komponist
- Zworowsky, Wolf von (1924–2015), deutscher Politiker (CDU, DP), MdL
- Zworski, Maciej (* 1963), polnisch-kanadisch-US-amerikanischer Mathematiker
- Zworykin, Vladimir (1888–1982), russisch-amerikanischer Ingenieur, Physiker und Erfinder

### Zwy
- Zwyer, Sebastian Peregrin (1597–1661), Schweizer Militär, Diplomat und Politiker
- Zwygart, Otto senior (1911–1986), Schweizer Politiker (EVP)
- Zwygart, Ulrich F. (* 1953), Schweizer Jurist und Offizier
- Zwyssig, Alberich (1808–1854), Schweizer Zisterziensermönch, Komponist und KapellmeisterAlberich Zwyssig (1808–1854)

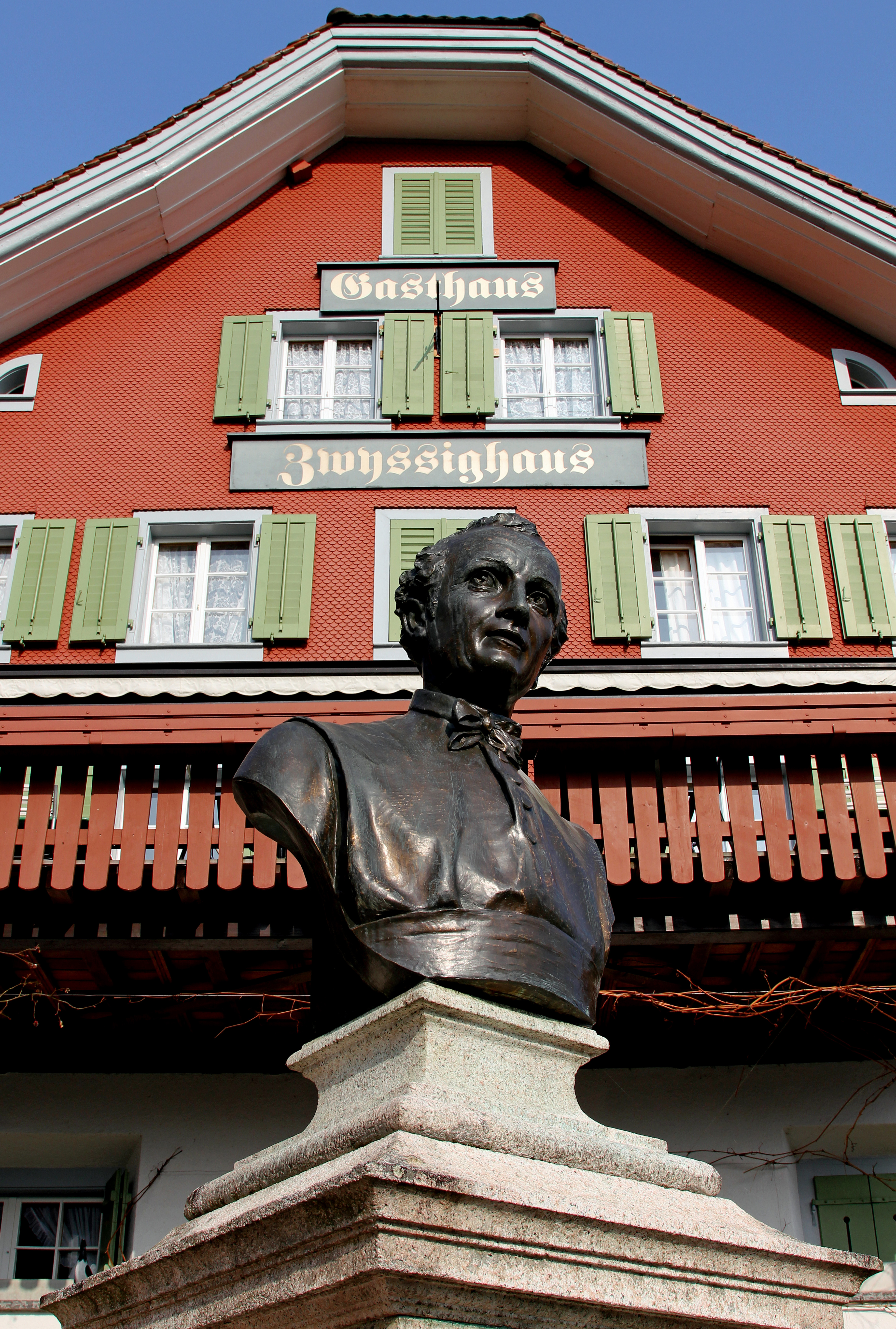
Alberich Zwyssig (1808–1854)

- Zwyssig, Marco (* 1971), Schweizer Fussballspieler (Verteidiger)